# سعيتم (المهرة)

تعديل مصدري - تعديل

سعيتم هي إحدى قرى مديرية المسيلة التابعة لمحافظة المهرة، بلغ تعداد سكانها 15 نسمة حسب تعداد اليمن لعام 2004.